# 球果藤属
球果藤属（学名：Aspidocarya）是防已科下的一个属，为藤本植物。该属仅有球果藤（Aspidocarya uvifera）一种，分布于亚洲。